# Гигант (фильм, 1956)
«Гигант» (англ. Giant) (1956)  — американская эпическая драма режиссёра Джорджа Стивенса, экранизация одноимённого романа Эдны Фербер (1952) с Элизабет Тейлор, Роком Хадсоном и Джеймсом Дином в главных ролях. «Гигант» стал последней из трех картин с Джеймсом Дином, погибшим в автокатастрофе в возрасте 24 лет, в качестве ведущего актёра, и принес ему второй «Золотой глобус» (премия «Генриетта») и вторую номинацию на премию «Оскар» в категории «Лучший актёр», что сделало его единственным актёром, удостоенным двух посмертных номинаций. Дин был известен своей приверженностью к актёрскому методу, что привело к тому, что в кульминационной сцене фильма реплики актёра озвучил Ник Адамс.
Картина получила 10 номинаций на премию «Оскар», в том числе как лучшему фильму года, но награду получил лишь Стивенс как «Лучший режиссёр». Признан Американским институтом киноискусства одним из величайших кинофильмов в истории.
В 2005 году внесён в Национальный реестр фильмов, обладая «культурным, историческим или эстетическим значением».
По версии Американского института кино картина занимает 82-е место в списке 100 лучших американских фильмов XX века (была включена в 1999 году, выбыла в 2007).

## Сюжет
Богатый скотопромышленник Джордан «Бик» Бенедикт-младший (Рок Хадсон) прибывает поездом в штат Мэриленд, чтобы купить лошадей у доктора Горация Линнтона. Там он встречает его старшую дочь Лесли (Элизабет Тейлор), которая быстро влюбляется в мужчину. На следующий день девушка задевает самолюбие Бика, говоря, что штат Техас был украден у Мексики, и делает предположение, что он уже обручён с девушкой с соседнего ранчо. Поглаживая «Ветра войны», любимого вороного коня Лесли, купленного за 10 000 долларов, Бик смотрит на девушку, молодые люди понимают, что влюблены. Это же понимают и остальные члены семьи. Вдали проезжает поезд, на который Бик уже точно опоздает.
Лесли заканчивает отношения с сэром Дэвидом Кэрфри (Род Тейлор), британским дипломатом.
Молодожёны возвращаются на огромное семейное ранчо Бенедиктов «Реата» площадью 595 тыс. акров в Техасе. На железнодорожной станции Лесли знакомится с молодым мексиканцем Анхелем Обрегоном, работником мужа. Между молодым хозяином и одним из работников, Джеттом Ринком (Джеймс Дин) постоянно происходят стычки, только усилия старшей сестры Бика Луз (Мерседес Маккэмбридж), женщины волевой и властной, но питающей тайную слабость к Джетту, позволяют им сосуществовать на ранчо.
На праздновании в честь молодожёнов, Лесли знакомится с соседкой Вашти Хэйк Снит (Джейн Уитерс), скрывающей своё разочарование, и теряет сознание, когда к столу подают жареную коровью голову. На следующий день Бик показывает супруге их многочисленное стадо, за которым присматривает старик Полло, главный загонщик, заставший ещё дедушку Бенедикта. 
Луз, ведущая домашнее хозяйство, недовольна вторжением Лесли. Пока Джетт, с первого взгляда влюбившийся в девушку, возит её по округе, Луз старается укротить Ветра войны. Лесли наблюдает за ужасными условиями жизни мексиканских рабочих на примере семьи Анхеля Обрегона, у которого болен маленький сын. Прибыв домой, Лесли узнаёт, что опытная наездница Луз упала с коня и получила сотрясение. Лесли просит семейного доктора мистера Уолкера навестить миссис Обрегон и осмотреть её больного ребёнка, и уговаривает на это консервативного мужа. 
Вечером Бик пристреливает Ветра войны, повредившего ногу.
На похоронах Луз собирается рекордное количество народу. По завещанию Джетту достаётся небольшой участок земли, который друзья-нефтепромышленники Бенедикта хотят выкупить за вдвое большую сумму в 1200 долларов, но юноша отказывается от сделки. Джетт передумывает уезжать после смерти единственного друга и упрямо разрабатывает участок, названный «Маленькой Реатой».
Выросшей в совершенно других условиях девушке приходится привыкать к совсем иной жизни и другим отношениям между людьми в Техасе: где женщинам положено держаться в стороне от мужских разговоров; где белые техасцы держат мексиканцев за людей второго сорта, и где даже её муж признаёт только свои желания и своё видение будущего. Боули Бенедикт (Чилл Уиллс), дядя Бика, советует Лесли уговорить мужа показать ей весь Техас. Девушка на людях ссорится с Биком, не допустившем её к разговору о политике в кругу своих друзей, находящихся на «100 000 лет в прошлом». 
Сцена продолжается в спальне. Утром Бенедикт говорит жене, что твёрдо намерен сохранить всю площадь ранчо для своего сына, как делали его отец и дед, после чего узнаёт о беременности Лесли.
У пары рождаются близнецы Джордан III и Джудит. Лесли посещает Джетта, упорно в одиночку обустраивающего участок, на котором уже построен дом. Горечь от того, что Бенедикту достались в жизни не только хорошее происхождение, образование и богатство, но и Лесли, захватывает Ринка. Он решает во что бы то ни стало разбогатеть и «поквитаться» с Биком. Девушка тщетно пытается уговорить мужа, грозящего разводом из-за её посещения Ринка, улучшить условия жизни «цветных» рабочих.
У Бенедиктов рождается дочь Луз II, названная в честь тёти. Бик постоянно благоволит своему маленькому сыну и подталкивает его к мужским занятиям, покупая тому коня на четвёртый день рождения, но рыдающий малыш сопротивляется этому. Брак становится напряжённым, и Лесли забирает детей к родителям на длительный срок. 
На День благодарения дети начинают рыдать, узнав, что на стол подали их любимого индюка Педро. Лесли пытается успокоить их, прочитав письмо от отца, но безуспешно. Бик едет в Мэриленд и попадет на свадьбу Дэвида Кэрфри и Лейси Линнтон, младшей сестры Лесли. Супруги примиряются и возвращаются домой.
Влезшему в долги Джетту наконец улыбается удача — он в изобилии находит нефть. Весь покрытый пахучей жидкостью он приезжает на грузовике к Бенедиктам и злорадно заявляет семье, что будет богаче их. Перед уходом Джетт делает комплименты Лесли, что приводит к короткой потасовке с Биком. Удерживаемый Джордан в сердцах говорит, что зря не пристрелил Джетта, дядя Боули замечает, что теперь парень слишком богат для того, чтобы быть убитым. Открывший компанию «JETEXAS» юноша пытается убедить Бика позволить ему пробурить скважин на «Реате», но консервативный скотовод решает сохранить наследие своей семьи и отказывается.
В семье Бенедиктов возникает напряженность в отношении подросших детей. Он намеревается сделать Джордана своим преемником, но юноша мечтает стать врачом и окончить сначала Гарвард, а затем мединститут в Колумбии. Лесли планирует, что Джуди будет учиться в школе для девочек в Швейцарии, но та хочет изучать животноводство в Техасском технологическом институте. Каждый из братьев и сестер успешно убеждает одного родителя убедить другого позволить им достигать собственных целей.
На рождественской вечеринке семья Орегон с гордостью представляет своего сына Анхеля II в военной форме (Сэл Минео), которого однажды спас доктор Уолкер по просьбе Лесли, ставшего первым добровольцем с Реаты. Бик хочет, чтобы Роберт «Боб» Дэйс (Эрл Холлимэн), парень Джудит, которому после Нападения на Перл-Харбор (1941) нужно явиться на призывной пункт 28 декабря, по возвращении работал на ранчо. Юноша отказывается, его поддерживает Джуди, говоря, что они хотят жить на собственном небольшом ранчо. Джетт является к Бенедиктам и вновь пытается убедить Бика разрешить бурение нефтяных скважин на его земле. Понимая, что его дети не унаследуют ранчо, когда он уйдет на пенсию, тот соглашается. Как только на ранчо начинается добыча нефти, Бенедикты становятся ещё богаче и могущественнее. Джордан Бенедикт связывает себя узами брака с мексиканкой Хуаной Вильялобос и сообщает об этом на семейной вечеринке у бассейна. Анхель II погибает на войне, героя возвращают в Техас в гробу, накрытом американским флагом, и хоронят с почестями.
У Роберта и Джудит Дэйсов рождается дочь, а позднее — сын у Джордана и Хуаны Бенедиктов, которого называют в честь отца, деда и прадеда. 
Джетт становится богатейшим человеком штата и открывает аэропорт и отель «Имперадор» в Остине. В своём отеле Джетт, мечтающий стать «коронованным императором» и обратиться с речью в прямом эфире, устраивает грандиозную вечеринку в свою честь, на которую приглашает богачей с состоянием не менее 10 миллионов, в том числе Бенедиктов. Бик решает произвести впечатление на Ритта, прилетев на собственном самолёте. Соперничество Бенедикта и Ринка достигает апогея, когда Бенедикты обнаруживают Луз II, имеющую тайные романтические отношения с гораздо более старшим Джеттом, в королевской одежде в составе кортежа. Вечером на свидании Джетт сообщает девушке о своём намерении объявить на банкете о намерении жениться на ней.
Хуану Бенедикт отказываются обслуживать в парфюмерной отеля Джетта. После звонка жены, разъярённый Джордан разбивает стекло бутылкой духов и собирается подраться с Ринком на глазах целого зала гостей, но, схваченный двумя охранниками, получает пару ударов и выпроваживается. Бик бросает вызов Джетту, они идут на склад алкоголя. Видя, что пьяный соперник не в состоянии защищаться, Бик говорит Джетту, что тот «даже не заслуживает, чтобы его ударили», после чего задевает несколько стеллажей и уходит с семьёй. Джетт пошатывающейся походкой возвращается в банкетный зал и, представляемый сенатором Техаса Оливером Уайтсайдом, садится на почётное место, дабы выступить с обращением, но оказывается не в состоянии выступить с речью и засыпает прямо на месте.
Бенедикты узнают, что из-за разразившейся в Техасе бури доктор Гуэрра организовал временный госпиталь для пострадавших. 
Отец и сын выясняют отношения из-за «конфликта поколений», к спору присоединяется Луз II, которой стыдно за семью перед Джеттом. 
Узнав, что Ритт вырубился прямо перед гостями, девушка идёт за дядей Боули в зал. Разбитый горем мужчина обращается с речью к пустым столам и оплакивает свою безответную любовь к Лесли, за этим наблюдает Лиз II. Девушка молча закрывает дверь и благодарит дядю, пьяный Джетт падает вместе с удлинённым столом. Ему так и не удалось поквитаться с Биком — он не получил ни Лесли, не смог выкупить ранчо Бенедиктов и не сломил дух «Гиганта» Джордана, так как его власть заключается в «быстрых» нефтяных деньгах, а власть Бенедикта — в господстве духа коренного техасца.
На следующий день Бенедикты возвращаются домой на машине, дядя Боули и Джордан летят на самолёте. Бик решает продать его (самолёт) по возвращении. 
Они решают перекусить по-простому в «Закусочной Сарджа». Табличка на стене у стойки гласит: «Мы оставляем за собой право отказать в обслуживании любому», что означает, что представители этнических меньшинств не приветствуются. Сардж, владелец-расист, оскорбляет Хуану и маленького Джордана IV, но позволяет состоятельным Бенедиктам оставаться. Бик заступается за мексиканскую семью, выпроваживаемую Сарджем, после чего дерётся с хозяином заведения, но проигрывает. Сардж снимает табличку и кидает её на грудь Джордана, к которому только по окончании столкновения подбегает жена.
Вернувшись в «Реату», Бик сетует на то, что не смог сохранить наследие семьи. Лесли отвечает, что после драки в закусочной он впервые за долгое время стал ее героем, и считает что «спустя 100 лет семья Бенедиктов наконец стала успешной». Они смотрят на двух внуков — голубоглазую белокурую девочку и черноглазого брюнета-латиноамериканца Джордана IV.
Фильм заканчивается хоровым исполнением под аккомпанемент оркестра.

## Создатели

### В ролях
- Элизабет Тейлор — Лесли Линнтон/Бенедикт, жена Бика
- Рок Хадсон — Джордан «Бик» Бенедикт-младший, техасский скотопромышленник
- Джеймс Дин  — Джетт Ринк, работник на ранчо Бенедиктов, позднее — нефтяной магнат
- Деннис Хоппер — Джордан «Джорди» Бенедикт III, сын Бика и Лесли, брат-близнец Джуди
- Кэрролл Бейкер — Луз Бенедикт II, младшая дочь Бика и Лесли
- Джейн Уитерс — Вашти Хэйк Снит, соседка Бенедиктов
- Чилл Уиллс — Боули Бенедикт, дядя Бика и Луз
- Мерседес Маккэмбридж — Луз Бенедикт, старшая сестра Бика
- Сэл Минео — Анхель Обрегон II, мексиканский работник Бенедиктов
- Род Тейлор — сэр Дэвид Кэрфри, британский дипломат, муж Лейси Линнтон
- Эрл Холлиман — Роберт «Боб» Хэскол Дэйс, муж Джудит Бенедикт
- Джудит Эвелин — миссис Нэнси Линнтон, мать Лесли

### Съёмочная группа
- Режиссёр: Джордж Стивенс
- Сценарий: Фред Гиоль и Айвен Моффат, по роману Эдны Фербер
- Композитор: Дмитрий Тёмкин
- Продюсеры: Генри Гинсберг и Джордж Стивенс
- Оператор: Уильям Меллор
- Художник: Джей Деннис Вашингтон
- Монтаж: Уильям Хорнбек, Филип Андерсон и Фред Бохэнэн
- Костюмы: Марджори Бест и Мосс Мабри
- Декорации: Ралф Херст

## Создание
Большая часть сцен была отснята в окрестностях города Марфа в штате Техас, включая пустынные равнины. Сцены интерьеров отсняты в декорациях на студии Warner Brothers в городе Бёрбанк в Калифорнии. Сцена парада была снята вблизи от аэропорта того же города. Премьера состоялась в Нью-Йорке в ноябре 1956 года, где телевизионная станция DuMont освещала приезд звёзд шоу-бизнеса (включая главу компании Джека Вагнера) и брала у них интервью. Этот репортаж есть на специальном DVD-издании картины по случаю 50-летнего юбилея. Фильм был самым кассовым для студии Warner Bros. вплоть до выхода картины «Супермен».
Прообразом Джетта Ринка послужил реально живший нефтяной магнат Гленн Герберт Маккарти (1907—1988). Писательница Эдна Фербер встретила Маккарти, когда тот проживал в Хьюстоне в отеле Shamrock, который в фильме получил название Emperador.
Режиссёр Джордж Стивенс хотел взять на роль Ринка Алана Лэдда, но его жена посоветовала не утверждать Лэдда на роль. Тогда она досталась Джеймсу Дину. Для того, чтобы сыграть сцены с Джеттом в более старшем возрасте, Джеймс Дин подстригся и покрасил свои волосы в серый цвет. В конце фильма есть сцена, в которой пьяный герой Дина произносит речь на банкете. Среди бывших коллег и поклонников Дина она имеет название «Последний ужин», так как это была последняя сцена, снятая перед внезапной смертью актёра. Дин так усердно мямлил, изображая пьяного, что при монтаже сцену пришлось переозвучить другому актёру — Нику Адамсу. Из-за этого фильм почти год провёл в монтажной комнате. Картина стала последним фильмом в карьере актёра — за неё он получил свою вторую посмертную номинацию на премию «Оскар» в категории «Лучшая мужская роль».
Уильям Холден был основным кандидатом на роль Бика Бенедикта. Джордж Стивенс дал Року Хадсону, в итоге исполнившему роль Бенедикта, возможность выбора партнёрши на роль Лесли — Элизабет Тейлор или Грейс Келли. Хадсон выбрал первую.
Барбара Барри исполнила свою первую роль в кино в «Гиганте». Актриса Кэрролл Бейкер — экранная дочь Элизабет Тейлор — на самом деле на несколько лет старше «матери».
Студия Capitol Records, выпустившая на лазерных дисках часть саундтрека, записанного под руководством Дмитрия Тёмкина оркестром Warner Brothers, при помощи цифровой обработки позже восстановила композиции и издала их на CD-дисках вместе с двумя треками, записанными вместе с Рэем Рейндорфом.

## Художественные особенности
«Гигант» — более чем трехчасовая сага, охватывающая 25 лет жизни персонажей, и одним из основных мотивов фильма является тема перемен, которые испытывают герои, Техас и американское общество в целом. В центре этих изменений — отношения между людьми и, в частности, вопрос о том, как люди принимают различия между собой (расовые, культурные, социальные) и преодолевают старые предрассудки. Эта проблема уважения к отличающимся людям определяет структуру фильма. События фильма затрагивают тему Второй мировой войны и расизма в Техасе по отношению к выходцам из Мексики.
Так, сама женитьба Бика Бенедикта на Лесли символизирует интеграцию культур запада и востока США, что трудно воспринимается такими людьми старой закалки, как Лаз Бенедикт (её смерть во время попытки объездить лошадь Лесли также имеет символический оттенок). Лесли, в свою очередь, приносит в Техас новое отношение к мексиканцам и женщинам, которое с трудом принимается Биком.
Изменения нарастают в следующем поколении Бенедиктов: дети Бика и Лесли не желают идти по стопам родителей, и те вынуждены смириться и принять их жизненный путь. Джетт Ринк воплощает нежелание расставаться с предрассудками и терпит полное поражение, оставшись в абсолютном одиночестве.
Напротив, отношение Бика Бенедикта к людям претерпело большую эволюцию, свидетельством чему стала драка героя с хозяином кафе, отказавшимся обслуживать мексиканцев. Несмотря на формальное поражение в драке, символические слова Лесли свидетельствуют, что теперь «семья Бенедиктов достигла подлинного успеха», то есть продвинулась по пути к свободе и справедливости. Фильм завершается показом лиц детей следующего поколения семьи, детей с разным цветом кожи.

## Награды
- 1957 — премия «Оскар»: Лучший режиссёр (Джордж Стивенс)
- 1957 — премия «Давид ди Донателло»: Лучший иностранный продюсер (Джек Уорнер) (совместно с Лоренсом Оливье («Ричард III»))
- 1957 — премия Гильдии режиссёров Америки за лучшую режиссуру — Художественный фильм (Джордж Стивенс)
- 1957 — «Золотая медаль за фильм года» от журнала Photoplay.

### Номинации
- 1957 — 9 номинаций на премию «Оскар»: Лучший фильм (Джордж Стивенс, Генри Гинсберг), Лучшая мужская роль (Джеймс Дин, Рок Хадсон), Лучшая женская роль второго плана (Мерседес Маккэмбридж), Лучший адаптированный сценарий (Фред Гиол, Айвен Моффат), Лучшая музыка: Саундтрек к драматическому или комедийному фильму (Дмитрий Тёмкин), Лучший монтаж (Уильям Хорнбек, Филип В. Андерсон, Фред Боханан), Лучшая работа художника-постановщика (Борис Левен (постановщик), Ральф С. Херст (декоратор)), Лучший дизайн костюмов (цветной фильм) (Мосс Мэбри, Марджори Бест),
- 1957 — две номинации на премию «Золотой глобус»: Лучший фильм (драма), Лучший режиссёр (Джордж Стивенс)
- 1957 — номинация на премию Гильдии сценаристов США за лучшую американскую драму (Фред Гиоль, Айвен Моффат)